# Leucemia promielocitica acuta
Per leucemia promielocitica acuta, comunemente chiamata anche "leucemia fulminante", si intende una forma di leucemia mieloide acuta, una neoplasia del sangue, caratterizzata da un rapido sviluppo per eccesso di promielociti contenuti nel sangue e nel midollo osseo i quali non maturano oltre ed invadono il midollo.
Si può considerare una entità nosologica distinta dalle LAM poiché è caratterizzata da un quadro morfologico specifico, cioè sia da un fenotipo specifico (promielociti), sia da un quadro genetico specifico.

## Storia ed epidemiologia
Venne studiata per la prima volta nel 1957 da Hillestad.
Ha un'incidenza elevata. Rappresenta il 30% delle LAM nei bambini e il 5-8% di quelle nell'adulto.
Sembra essere più frequente in alcune popolazioni: in America Latina (soprattutto in Messico) e nella comunità di Los Angeles, negli Stati Uniti.
Un dato particolare è la stagionalità della patologia: sembra manifestarsi maggiormente in primavera ed in autunno rispetto che in estate o in inverno.

## Eziopatologia
I nuovi studi hanno identificato le lesioni genetiche che causano la LAM promielocitica.
RARα è il gene per il recettore nucleare per l'acido retinoico, presente sul cromosoma 17, fondamentale per la differenziazione delle cellule mieloidi. È quindi un fattore trascrizionale indispensabile per la trascrizione dei geni di differenziamento. Normalmente, RARα legato all'acido retinoico rilascia la struttura della cromatina e quindi permette l'avvio della trascrizione. Il rilascio della cromatina è legato a due complessi enzimatici, uno acetila gli istoni e l'altro che deacetila: HAT e HDAC.
L'acetilazione degli istoni permette la configurazione aperta della cromatina e quindi la possibilità di trascrizione genetica.
La sua fusione con il gene PML, presente sul cromosoma 15, inibisce la sua attività e quindi la differenziazione si blocca allo stadio di promielocita, che comunque continua a proliferare invadendo così il midollo e causando pancitopenia. Nella LAM promielocitica, quindi, il complesso PML-RARα, dovuto alla traslocazione t(15;17), è insensibile alle concentrazioni fisiologiche (ma non farmacologiche) di acido retinoico.
Oltre alla t(15;17) che si riscontra nel 97% dei casi si può osservare anche una traslocazione t(11;17).

## Clinica

### Sintomatologia
Spesso la prima manifestazione della patologia è un'emorragia. A questa quindi sono correlate, nella cute, ad ecchimosi e la formazione di petecchie, in particolare negli arti inferiori. Più spesso si riscontrano emorragie a livello gastrointestinale, del SNC ed emorragie genito-urinarie. Queste emorragie sono spesso correlate alla piastrinopenia, derivata dall'impossibilità delle piastrine di maturare a causa della completa occupazione del midollo osseo da parte dei promielociti. L'emorragia è anche correlata ad una CID, infatti, le cellule leucemiche producono molte sostanze che se liberate possono scatenare CID inducendo danno endoteliale e liberazione massiva del fattore tissutale, attivando così la trombina e quindi la fibrina. L'utilizzo di questi fattori determina la perdita dell'equilibrio pro-coagulante/anti-coagulante.
La CID nei vari casi di leucemia promielocitica acuta può manifestarsi in maniera diversa: tendenzialmente lo stato più grave si osserva nelle fasi finali della malattia. Può anche verificarsi nei primi giorni, subito dopo l'inizio del trattamento a causa di una lisi massiva dei promielociti che liberano grandi quantità di sostanze d'innesco per la coagulazione disseminata. La CID rappresenta la prima causa di morte per questo tipo di leucemia.

## Terapia
Generalmente tale forma di leucemia si differenzia nel trattamento rispetto alle altre: oltre all'utilizzo di farmaci citotossici, ci si avvale anche di analoghi dell'acido retinoico ad elevati dosaggi.
Il trapianto di midollo osseo sia allogenico che autologo è riservato ai casi estremamente rari di malattia resistente ai farmaci di prima linea con eventuale recidiva di malattia.
Recentemente l'Agenzia europea per i medicinali ha esteso l’originale indicazione d’uso del triossido di diarsenico (ATO), rendendolo disponibile per il trattamento di prima linea di pazienti con Leucemia Acuta Promielocitica, in combinazione con ATRA (acido all-trans retinoico). La terapia ATRA+ATO ha mostrato un tasso di sopravvivenza libera da malattia superiore al 90% nei pazienti con Leucemia Acuta Promielocitica non ad alto rischio.

## Prognosi
La leucemia acuta promielocitica è la forma leucemica per la quale i trattamenti (non chemioterapici) riescono a dare il miglior responso clinico. La sopravvivenza a 5 anni dalla diagnosi senza ricaduta si attesta al 98-99%. Nei casi di recidiva (20/60%) è possibile eseguire degli schemi non chemioterapici con tassi di sopravvivenza a 2 anni di 80-100%, nei casi di recidiva con trattamento senza successo la terapia di elezione è il trapianto di midollo osseo che porta la sopravvivenza al 100% nel caso non ci fossero complicazioni e al 95% in caso di complicazioni legate alla procedura o all'insorgere di una ricaduta.